# Мешкув (Нижньосілезьке воєводство)
Мешкув (пол. Mieszków) — село в Польщі, у гміні Ґавожиці Польковицького повіту Нижньосілезького воєводства.
Населення — 107 осіб (2011).
У 1975-1998 роках село належало до Легницького воєводства.

## Демографія
Демографічна структура станом на 31 березня 2011 року:
|          | Загалом | Допрацездатний вік | Працездатний вік | Постпрацездатний вік |
| -------- | ------- | ------------------ | ---------------- | -------------------- |
| Чоловіки | 50      | 11                 | 31               | 8                    |
| Жінки    | 57      | 11                 | 33               | 13                   |
| Разом    | 107     | 22                 | 64               | 21                   |